# Campagne à la dynamite des Féniens

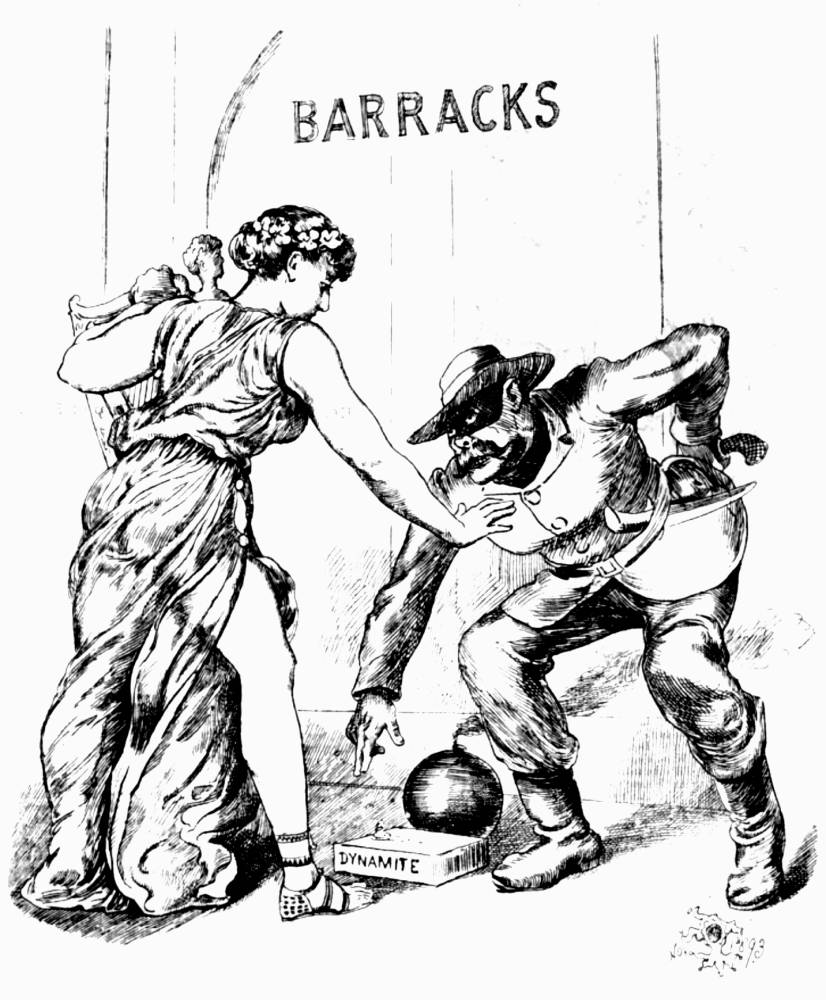
Erin. : - Vous m'avez fait assez de mal !
En référence à la campagne de dynamite des Fenians, présentés comme l'ennemi le plus acharné de l'Irlande, les Fenians.

La campagne à la dynamite des Féniens (en anglais : Fenian dynamite campaign) est une campagne d'attentats orchestrée par les républicains irlandais contre l'Empire britannique, entre les années 1881 et 1885.
La campagne est associée aux Féniens, des nationalistes irlandais qui choisissent la violence pour lutter contre la présence britannique pour établir une république irlandaise indépendante.
La campagne, menée par Jeremiah O'Donovan Rossa (en) et d'autres Irlandais exilés aux États-Unis.
La campagne a mené à la création du groupe spécial de la police : la Special Branch.